# Суперкубок Ісландії з футболу 1991
Суперкубок Ісландії з футболу 1991 — 23-й розіграш турніру. Матч відбувся 24 квітня 1991 року між чемпіоном Ісландії клубом Фрам та володарем кубка Ісландії клубом Валюр.
| Володар Суперкубка Ісландії 1991 |
| -------------------------------- |
|                                  |
| Валюр Четвертий титул            |

## Матч

### Деталі
| 24 квітня 1991 |

| Валюр                            | 2:1 дч   | Фрам       |
| -------------------------------- | -------- | ---------- |
| С.Адольфссон .' (пен.) Й.Йонссон | Протокол | Рагнарссон |

| Лаугардалсволлур, Рейк'явік |